# Wilhelm Dieckmann
Wilhelm Dieckmann (Geestemünde, Alemania; 17 de julio de 1893 - Berlín, 13 de septiembre de 1944) fue un abogado y estadista alemán, miembro de la resistencia contra Adolf Hitler; participó en el complot del 20 de julio.

## Biografía
Hijo de un pastor protestante después del Abitur estudió leyes en la Universidad de Gotinga. 
Trabajó en el archivo del Reich en Potsdam donde conoció a Erika Freiin Mertz von Quiernheim, hija mayor del presidente del archivo, Hermann Mertz von Quirnheim, con quien se casó. Tuvieron tres hijas y un hijo.
Al ascenso del nacionalsocialismo en 1933 Dieckmann se distanció del régimen uniéndose a la Iglesia Confesante de Dietrich Bonhoeffer como miembro activo de la resistencia.
A través de su amigo y cuñado Albrecht Mertz von Quirnheim se unió al complot del 20 de julio de 1944. Fue apresado, torturado y ahorcado en Berlín.

## Tesis
- Aufwendungsersatz-Anspruch des Retters, Göttingen 1923.